# Zło, które żyje pod słońcem
Zło, które żyje pod słońcem (ang. Evil under the Sun), w Polsce znana również pod tytułem Zło czai się wszędzie – powieść kryminalna Agathy Christie, wydana w 1941 roku.

## Opis fabuły
Słynny detektyw Hercules Poirot spędza urlop w położonym na Wyspie Przemytników modnym hotelu „Wesoły Roger”, gdzie dochodzi do zbrodni. Piękna kobieta, Arlena Marshall, która niegdyś była aktorką, zostaje uduszona na plaży w Zatoczce Skrzata. Wszystko wskazuje na to, że sprawcą jest mężczyzna. Ofiara słynęła jako uwodzicielka, która przysporzyła wielu problemów szalejącym za nią mężczyznom. Na wyspie Arlena przebywała z mężem, jednak już od pierwszych dni wdała się w romans z niby przypadkowo spotkanym znajomym, Patrickiem Redfernem. Poirot wraz z policją rozpoczyna dochodzenie. Czy Arlena faktycznie była, jak twierdziło wiele osób, uosobieniem zła? Większość z osób przebywających w hotelu miała powód, by ją zabić:
- Kapitan Kenneth Marshall – obecny mąż Arleny. Mógł zamordować żonę po odkryciu jej romansu z Redfernem.
- Christine Redfern – żona Patricka, słabowita i melancholijna nauczycielka. Miała podobny motyw do zbrodni. Ona również zauważyła rodzące się uczucie między swoim mężem a Arleną.
- Linda Marshall – nastoletnia córka kapitana Marshalla. Obsesyjnie nienawidziła macochy i otwarcie życzyła jej śmierci, a nawet odprawiała czary mające doprowadzić do śmierci Arleny – ulepiła i spaliła figurkę z wosku symbolizującą macochę.
- Rosamund Darnley – szykowna właścicielka domu mody Rose Mode. Przyjaciółka kapitana Marshalla z dawnych lat, która niezmiennie darzy go wielkim uczuciem.
- Horacy Blatt – pozornie namolna dusza towarzystwa i zapalony żeglarz, w rzeczywistości handlarz narkotykami. Mógł zamordować Arlenę, jeśli odkryła, że trzymał towar w jaskini na Wyspie Przemytników.
- Wielebny Stephen Lane – pastor, opętany religijną manią. Od początku pobytu w hotelu uznał Arlenę za wcielenia zła i grzechu.

### Rozwiązanie
Patrick i Christine Redfernowie działali w porozumieniu. Ich pozorny konflikt miał jedynie służyć odwróceniu podejrzeń. Redfern kilka godzin spędził na plaży, a potem wraz z panną Emilią Brewster znalazł zwłoki Arleny. Uduszona kobieta leżała na brzuchu, w kostiumie kąpielowym na odludnej plaży. Patrick wysłał pannę Emilię po pomoc, sam został przy zwłokach. Tymczasem prawdziwa Arlena czekała na niego ukryta w jaskini, a „ciało”... nie było ciałem Arleny. Była to przebrana Christine, która dzięki sprytnym manipulacjom przy zegarku Lindy Marshall zdołała zapewnić sobie alibi. Po odesłaniu panny Brewster Christine szybko pobiegła do hotelu, gdzie była umówiona na partię tenisa, a Patrick udusił Arlenę. Ciało ułożył w takiej samej pozycji, w jakiej leżała wcześniej Christine. Hercules Poirot od początku właściwie ocenił sytuację – Arlena nie była zła i demoniczna, lecz głupia, i to nie mężczyźni szaleli za nią, ale ona za nimi. Patrick z kolei był typem bawidamka, który uwodzi kobiety, a potem okrada je bez skrupułów. Zdaniem Poirota, to Patrick był potencjalnym mordercą. Słynny detektyw rozwiązał zagadkę, analizując podobne przypadki morderstw, które zdarzyły się w nieodległej przeszłości. Działał tam podobny schemat – manipulowanie czasem zbrodni i pozornie żelazne alibi głównego podejrzanego. Okazuje się nawet, że jeden z owych przypadków był dziełem tej samej pary, a jego ofiarą była żona Patricka.